# 吴为山
吴为山（1962年—），男，汉族，江蘇東台人，中华人民共和国雕塑家、政治人物，中国民主同盟盟员，民盟中央副主席。現任第十四屆全國政協常委、副秘書長。

## 生平
吴为山曾担任民盟中央委员、民盟中央文化工作委员会副主任。2008年，当选第十一届全国政协委员，代表文化艺术界，分入第二十八组。2018年1月，当选第十三届全国政协委员。
2023年3月10日当选为中国人民政治协商会议第十四届全国委员会常务委员。

## 主要作品

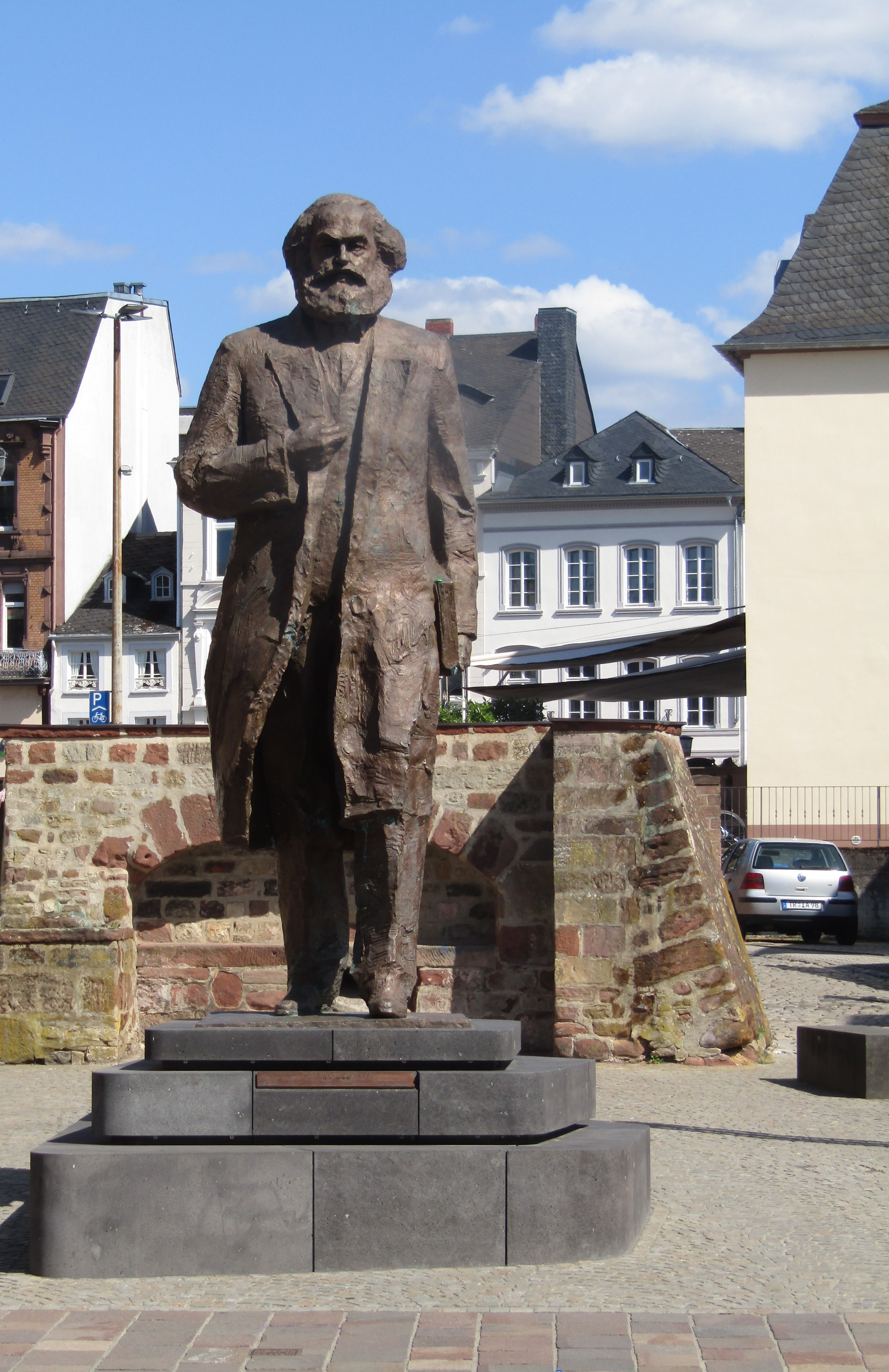
位于德国特里尔的马克思像

- 淮安钵池山公园雕塑《天人合一——老子》（2005年）
- 南京夫子庙大型浮雕《秦淮流韵》（2005年）
- 南京拉贝故居拉贝塑像（2006年）
- 侵华日军南京大屠杀遇难同胞纪念馆大型组雕（2007年）
- 南京渡江胜利纪念馆群雕《渡江战役五前委》（2009年）
- 苏州站南广场名人群雕（2013年）
- 德国柏林约翰·拉贝墓碑肖像浮雕（2013年）
- 巴西库里蒂巴孔子像（2017年）
- 德国特里尔马克思雕像（2018年）